# Imre Nagy
Pour les personnes ayant le même patronyme, voir Nagy.
Dans le nom hongrois Nagy Imre, le nom de famille précède le prénom, mais cet article utilise l’ordre habituel en français Imre Nagy, où le prénom précède le nom.
Imre Nagy ([ˈimrɛ ˈnɒɟ]) est un homme d'État hongrois et économiste de l'agriculture né à Kaposvár le 7 juin 1896 et exécuté le 16 juin 1958 à Budapest. 
Membre du Parti communiste hongrois, puis du Parti des travailleurs hongrois, il faisait quelque peu figure de dissident, mais n'en fut pas moins deux fois chef du gouvernement de la République populaire de Hongrie. 
Après l'insurrection populaire hongroise en 1956 et son exécution en 1958, il est considéré comme un héros national.

## Biographie
Il naît dans une famille paysanne protestante et travaille comme apprenti chez un serrurier avant de servir dans l'armée austro-hongroise pendant la Première Guerre mondiale. 
Il est fait prisonnier en 1916 et est interné près d'Oulan-Oude jusque début 1918 ; à cette occasion, il devient marxiste : dès mars 1918 il devient membre de la Garde rouge, puis en juin 1918 il rentre au POSDR(b) et participe à la Guerre civile dans les rangs de l'Armée rouge.
Il revient en Hongrie en 1921, mais en 1928, avec le durcissement de la répression anti-communiste, il préfère se réfugier à Vienne, puis, en 1930, à Moscou. 
Ses bonnes relations avec Boukharine lui valant des ennuis, il lui est recommandé de devenir collaborateur de la NKVD, ce qui lui permet d'échapper aux grandes purges staliniennes qui affectent aussi la communauté hongroise exilée en Union soviétique, ; la réalité de cette collaboration est cependant contestée. Pendant la guerre, il travaille à Radio-Kossuth qui produit des émissions en langue hongroise.

### Ascension politique
Revenu dans son pays en 1944, membre du Parti communiste hongrois reconstitué, il met en œuvre l'année suivante la réforme agraire comme ministre de l'agriculture de la République de Hongrie. Nagy occupe divers postes de responsabilités durant et après la période de transition qui mène à la formation de la République populaire de Hongrie; il est président de l'assemblée nationale de 1947 à 1949.
Le 13 juin 1953, dans le cadre de la déstalinisation et sur décision du Kremlin, il remplace Mátyás Rákosi au poste de premier ministre. Il met en route une politique de réforme radicale et devient pour beaucoup de Hongrois celui qui portait l'espoir d'un avenir meilleur. Il préconise l'idée d'une « Nouvelle voie », rappelant quelque peu la NEP de Lénine et précurseur du « Socialisme à visage humain » d'Alexander Dubček. Cette politique déplaît aux caciques du Parti des travailleurs hongrois, dont son prédécesseur Rákosi demeure le secrétaire général. La tendance stalinienne s'oppose radicalement aux réformes de Nagy, qui n'a pas pris la peine de mettre en place son propre réseau de pouvoir, et apparaît comme un homme seul, s'appuyant surtout sur sa popularité personnelle. Ayant perdu le soutien du Politburo de Moscou, Imre Nagy est relevé de ses fonctions le 14 avril 1955 par la direction du parti communiste hongrois et, quelques mois plus tard, est exclu du parti. La plupart de ses réformes sont annulées dans la phase de restauration qui s'ensuit.
En février 1956, le « discours secret » de Nikita Khrouchtchev mettant en cause ouvertement le stalinisme fait boule de neige dans les pays du bloc communiste : on exige maintenant une révision de la ligne du Parti en République populaire de Pologne où éclatent les émeutes de Poznań, à Budapest on remplace à la présidence du Parti, le stalinien Matyás Rákosi par Ernő Gerő. Mais cela ne suffit pas pour apaiser le mécontentement, en particulier celui des étudiants et des intellectuels.

### L'insurrection de 1956
En Hongrie, le 23 octobre 1956, les protestations étudiantes — officiellement entamées pour soutenir les ouvriers de Pologne — tournent à l'insurrection populaire. Le comité central du Parti communiste appelle une nouvelle fois Imre Nagy à la tête du gouvernement. Le 28 octobre, Nagy est nommé Premier ministre. Il forme un gouvernement pluripartite et exige une démocratie parlementaire, retire ses armées du pacte de Varsovie le 31 octobre et, le 1er novembre, proclame la neutralité de la Hongrie auprès des instances de l'ONU tout en appelant les grandes puissances à la garantir.
C'est énorme et audacieux en pleine guerre froide, mais sans le soutien de Moscou, c'est peu ou rien. Si l'armée et la police hongroises se rangent à ses côtés, il reste des troupes russes stationnées en Hongrie. Imre Nagy négocie avec Moscou pour obtenir une sorte de statut spécial pour son pays. Secrètement, János Kádár, l'ennemi de Nagy, s'entend avec les Soviétiques et prépare un coup d'État soutenu par les troupes russes prêtes à marcher vers l'ouest, proclamant illégal le gouvernement de Nagy.
Le 4 novembre 1956, les chars soviétiques entrent en Hongrie et noient dans le sang l'insurrection populaire. La bataille, qui dure à Budapest jusqu'au 15 novembre, coûte la vie à environ trois mille hongrois. Malgré ce qu'avait annoncé Radio Free Europe, l'Occident n'intervient pas.
Nagy organise la résistance en Hongrie occidentale et laisse ouvertes certaines routes vers l'Autriche par lesquelles, jusqu'au 21 novembre 1956 environ, deux cent dix mille hongrois quittent le pays. Lui-même trouve asile dans l'enceinte de l'ambassade de Yougoslavie qui est, trois semaines durant, cernée par les chars. Assuré d'un sauf-conduit par Kádár, le nouveau chef du gouvernement, Imre Nagy quitte l'ambassade le 22 novembre 1956, mais est immédiatement arrêté par le KGB avec ses compagnons et déporté en Roumanie.

### Procès et exécution

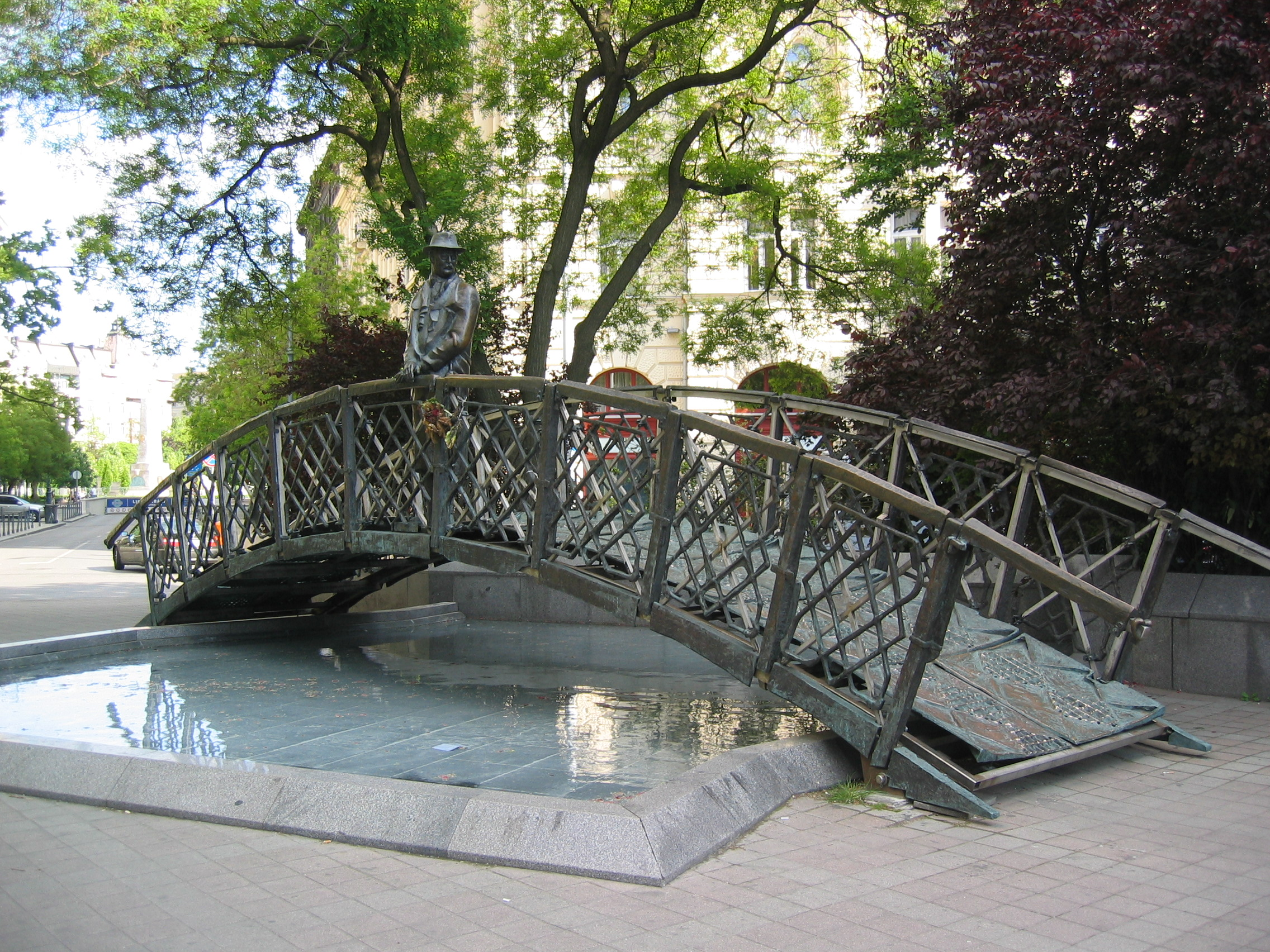
Monument d'Imre Nagy, Budapest.

Son procès se déroule deux ans plus tard dans le plus grand secret. Il déclare après sa condamnation à mort pour « conduite contre-révolutionnaire » : « Ma seule consolation est que le peuple hongrois et la classe ouvrière internationale m'acquitteront de ces graves accusations. Je ne demande pas à être gracié ». Le lendemain, 16 juin 1958, Nagy est exécuté par pendaison dans la prison de Budapest. Il est ensuite enterré sous un faux nom, face vers le bas, dans une parcelle reculée (hu) du Nouveau cimetière municipal.

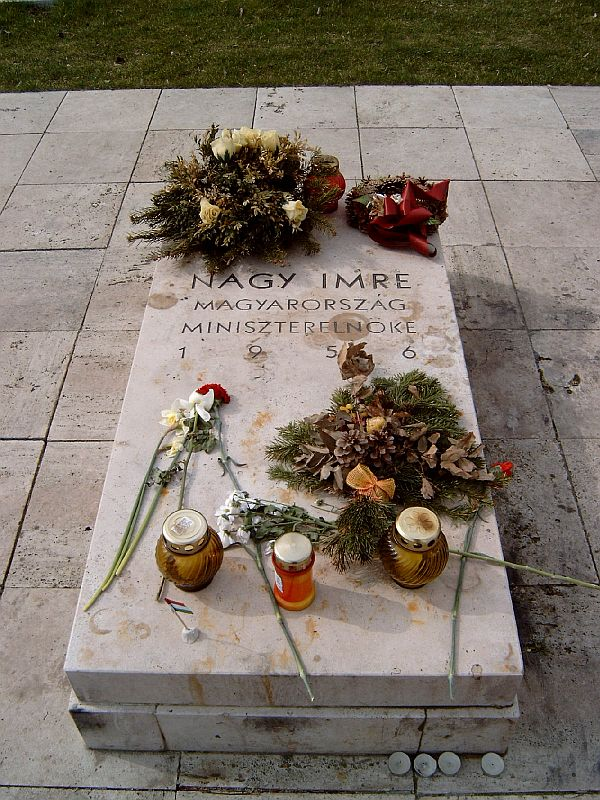
Sa tombe après la réinhumation de 1989. Nouveau cimetière municipal, parcelle 301.

Son procès et son exécution n’ont été rendus publics qu’après l’exécution de la peine. Selon Fedor Burlatsky, un initié du Kremlin, Nikita Khrouchtchev a fait exécuter Nagy, « comme une leçon pour tous les autres dirigeants des pays socialistes ». Le journaliste américain John Gunther a décrit les événements qui ont conduit à la mort de Nagy comme « un épisode d’une infamie sans précédent ». 

#### Réhabilitation
Après le « tournant » de 1989, Imre Nagy reçoit des obsèques populaires et nationales (le 16 juin 1989) et est officiellement réhabilité par le Parti un mois plus tard. Depuis longtemps, sa réinhumation dans une sépulture plus digne avait été réclamée, entre autres en 1988 par le chef des étudiants de Budapest, plus tard Premier ministre, Viktor Orbán. On estime que plus de 200 000 personnes ont assisté à la réinhumation de Nagy. L’occasion des funérailles de Nagy a été un facteur important dans la fin du gouvernement communiste en Hongrie.

### Filmographie
- L'Homme sans sépulture (A temetetlen halott), film hongrois de Márta Mészáros, 2005